# Piula rosada
La piula rosada (Anthus roseatus) és un ocell de la família dels motacíl·lids (Motacillidae).

## Hàbitat i distribució
Habita praderies als Himàlaies a l'est d'Afganistan, nord de Pakistan, nord de l'Índia des de Caixmir fins Arunachal Pradesh, Tibet, oest i centre de la Xina.